# Samlevnad
Samlevnad är när människor lever tillsammans. Begreppet används ofta om parförhållanden. Det handlar i första hand inte om sexualitet utan snarare om samarbete och hänsynstagande. Det kan handla om gemensam bostad, hushåll, i äktenskap eller annan etablerad relation.
I utvidgad betydelse kan begreppet avse gemensamt liv i ett större sammanhang, som i ett samhälle.
Parförhållanden kan utformas med en gemensam bostad (i äktenskap eller som sambo) eller med separat boende (som särbo, i ett distansförhållande).